# Tucho de la Torre
Antonio de la Torre Muñoz (Marín, Pontevedra, 4 de julio de 1937-ibídem, 18 de septiembre de 2017) más conocido como Tucho de la Torre, fue un futbolista español que jugaba en la demarcación de centrocampista.

## Biografía
De la Torre nació en Marín, Pontevedra, aunque se mudó en su juventud a Venezuela, llegando a jugar en clubes como el Banco Obrero o el Colonia Canaria de Caracas. En 1957 volvió a España para fichar por el Celta de Vigo, quien le cedió al Racing de Ferrol esa misma temporada en la Segunda División de España. En la temporada 1958/59 volvió al Celta, esta vez en primera división, haciendo su debut el 28 de septiembre de 1958 contra el Real Madrid CF. Tras 17 partidos de liga, descendió de categoría. 
Después de una temporada más en el club gallego, en 1960 fichó por el Sevilla FC por un millón y medio de pesetas. Jugó de nuevo en primera división, un total de once partidos, aunque en la temporada siguiente fue relegado al equipo filial, que disputaba sus partidos en la tercera categoría del fútbol español. En 1962 se fue traspasado al Real Zaragoza, jugando seis partidos de liga y dos en la Copa de Ferias contra el Glentoran FC y la AS Roma. 
En la siguiente temporada, tras no jugar ningún partido con el club, se fue traspasado al Deportivo de la Coruña, con el que ganó la segunda división a los mandos del entrenador Roque Olsen, ascendiendo así de categoría. Tras un breve paso por el Racing de Ferrol y el CD Badajoz, finalmente recaló en el Cádiz CF, donde llegó a disputar un total de 107 partidos y anotó tres goles. Finalmente se retiró en el club gaditano al finalizar la temporada 1969/70. 
Volvió a los terrenos de juego en 1973 para jugar una temporada en el Club Lemos. A mitad de temporada, tras la destitución del entrenador José Luis Viesca, Tucho ejerció la función de jugador-entrenador. Tras su retiro final al acabar dicha temporada, acompañó a su padre como segundo entrenador en el Pontevedra CF.
Falleció el 18 de septiembre de 2017 en su residencia de Marín, Pontevedra, a los 80 años de edad.

## Clubes
| Club                      | País   | Año         | Partidos | Goles |
| ------------------------- | ------ | ----------- | -------- | ----- |
| Celta de Vigo             | España | 1957        | 0        | 0     |
| Racing de Ferrol (cedido) | España | 1957 - 1958 | 22       | 2     |
| Celta de Vigo             | España | 1958 - 1960 | 30       | 0     |
| Sevilla FC                | España | 1960 - 1961 | 12       | 0     |
| Sevilla Atlético          | España | 1961 - 1962 |          |       |
| Real Zaragoza             | España | 1962 - 1963 | 8        | 0     |
| Deportivo de la Coruña    | España | 1963 - 1964 | 2        | 0     |
| Racing de Ferrol          | España | 1964 - 1965 | 32       | 10    |
| CD Badajoz                | España | 1965 - 1966 | 23       | 6     |
| Cádiz CF                  | España | 1966 - 1970 | 107      | 3     |
| Club Lemos                | España | 1973 - 1974 |          |       |

## Palmarés

### Campeonatos nacionales
| Título                     | Club                   | País   | Año  |
| -------------------------- | ---------------------- | ------ | ---- |
| Segunda División de España | Deportivo de la Coruña | España | 1964 |